# Euphorie de genre
L'euphorie de genre est un sentiment de joie ou de satisfaction ressenti par une personne trans lors d'une transition de genre,,,,. C'est un équivalent positif de la dysphorie de genre. L'euphorie de genre peut être provoquée par l'utilisation du prénom et des pronoms choisis par la personne, par des changements de son expression de genre, des changements corporels, des compliments sur son apparence, ou d'autres marques de respect et de soutien.
Aline Alzetta-Tatone donne l'exemple de la joie procurée par l'apparition des premiers poils de barbe chez les personnes transmasculines après avoir commencé une transition hormonale, ou le fait de bénéficier du tarif « garçon » chez le coiffeur. Cette euphorie de genre « procure des sensations et émotions positives, de joie, de fierté ou de réconfort ». La plupart des personnes trans ressentent de l'euphorie de genre, et ces émotions positives peuvent être un appui dans leur parcours de transition.
Le concept d'euphorie de genre est utilisé par des personnes trans, notamment dans des vidéos YouTube et sur des blogs.  En anglais, le terme remonte au moins à 2001,, et son usage s'est répandu dans les années 2010. Il reste peu étudié dans la littérature académique,.